# Club Ferro Carril Oeste 1931
Questa voce raccoglie le informazioni riguardanti il Club Ferro Carril Oeste nelle competizioni ufficiali della stagione 1931.

## Maglie e sponsor
| Manica sinistra · Maglietta · Maglietta · Manica destra · Pantaloncini · Calzettoni |

## Rosa
| N. |                      | Ruolo | Calciatore            |
| -- | -------------------- | ----- | --------------------- |
|    | Argentina (bandiera) | P     | Emir Latorre Lelong   |
|    | Argentina (bandiera) | P     | Francisco Santoro     |
|    | Argentina (bandiera) | P     | Ángel Zurdo           |
|    | Argentina (bandiera) | D     | Luis Badino           |
|    | Argentina (bandiera) | D     | Lorenzo Gilli         |
|    | Argentina (bandiera) | D     | Horacio Noseda        |
|    | Argentina (bandiera) | D     | Juan Carlos Pedevilla |
|    | Argentina (bandiera) | D     | Antonio Pujolas       |
|    | Argentina (bandiera) | D     | Perfecto Suárez       |
|    | Argentina (bandiera) | C     | Roque Calocero        |
|    | Argentina (bandiera) | C     | Pedro Chalú           |
|    | Argentina (bandiera) | C     | Agustín Chapuis       |
|    | Argentina (bandiera) | C     | Alfonso Lorenzo       |
|    | Argentina (bandiera) | C     | Francisco Martínez    |
|    | Argentina (bandiera) | C     | Álvaro Nicastro       |
|    | Argentina (bandiera) | C     | Eliseo Pallonari      |
|    | Argentina (bandiera) | C     | Hortensio Pellizzari  |
|    | Argentina (bandiera) | C     | Calixto Rivadavia     |
|    | Argentina (bandiera) | A     | Vicente Ardisana      |

| N. |                      | Ruolo | Calciatore              |
| -- | -------------------- | ----- | ----------------------- |
|    | Argentina (bandiera) | A     | Miguel Bravo            |
|    | Argentina (bandiera) | A     | Salvador D'Alessandro   |
|    | Argentina (bandiera) | A     | Oscar Dardes            |
|    | Argentina (bandiera) | A     | Carlos De La Barga      |
|    | Argentina (bandiera) | A     | José Luis Fernández     |
|    | Argentina (bandiera) | A     | Enrique Gainzarain      |
|    | Argentina (bandiera) | A     | Emilio Gómez            |
|    | Argentina (bandiera) | A     | José Larrañaga          |
|    | Argentina (bandiera) | A     | Emilio Oscar Leguizamón |
|    | Argentina (bandiera) | A     | Lorenzo Nappi           |
|    | Argentina (bandiera) | A     | Urbano Pangrazzi        |
|    | Argentina (bandiera) | A     | Alfredo Pendola         |
|    | Argentina (bandiera) | A     | Andrés Rovagna          |
|    | Argentina (bandiera) | A     | Amado Sar               |
|    | Argentina (bandiera) | A     | Oscar Sciarra           |
|    | Argentina (bandiera) | A     | Francisco Sponda        |
|    | Argentina (bandiera) | A     | Roberto Varela          |
|    | Argentina (bandiera) | A     | Benjamín Videla         |

## Statistiche

### Statistiche di squadra
| Competizione | Punti | Totale | Totale | Totale | Totale | Totale | Totale |
| Competizione | Punti | G      | V      | N      | P      | Gf     | Gs     |
| ------------ | ----- | ------ | ------ | ------ | ------ | ------ | ------ |
| Campionato   | 32    | 34     | 12     | 8      | 14     | 60     | 74     |
| Totale       | 32    | 34     | 12     | 8      | 14     | 60     | 74     |